# Damalis fumipennis
Damalis fumipennis là một loài ruồi trong họ Asilidae. Damalis fumipennis được Walker miêu tả năm 1855.